# Xəlil Məmmədov
Xəlil Məmməd oğlu Məmmədov (ur. 5 maja 1916 w Şuşy, zm. 21 lutego 1989 w Baku) – radziecki wojskowy i polityk narodowości azerskiej, major, Bohater Związku Radzieckiego (1945).

## Życiorys
Miał wykształcenie średnie, pracował jako inżynier w fabryce w mieście Kyzył-Arwat (obecnie Serdar) w Turkmenistanie, od 1939 służył w Armii Czerwonej, od 1941 należał do WKP(b). Od października 1941 uczestniczył w wojnie z Niemcami jako czołgista i później dowódca batalionu czołgów, w 1942 ukończył kursy doskonalenia kadry dowódczej, brał udział w walkach na Kaukazie, wyzwoleniu Krymu, Ukrainy, zajęciu Rumunii, Węgier i Austrii. 21 sierpnia 1944 jako dowódca batalionu 3 Brygady Pancernej 23 Korpusu Pancernego 2 Frontu Ukraińskiego wyróżnił się w walkach o Târgu Frumos i Roman; został wówczas ranny. W 1946 został zdemobilizowany w stopniu majora, w 1955 ukończył Wyższą Szkołę Partyjną przy KC KPZR, pracował w organach spraw wewnętrznych Azerbejdżańskiej SRR. W latach 1957–1960 był zastępcą i I zastępcą ministra, a od 3 listopada 1960 do 5 stycznia 1965 ministrem spraw wewnętrznych/ministrem ochrony porządku publicznego Azerbejdżańskiej SRR w stopniu komisarza milicji 3 rangi, 1965-1971 kierownikiem Wydziału Organów Radzieckich Rady Ministrów Azerbejdżańskiej SRR, później przewodniczącym Komitetu Kultury Fizycznej i Sportu przy Radzie Ministrów Azerbejdżańskiej SRR. W latach 1955–1975 był deputowanym do Rady Najwyższej Azerbejdżańskiej SRR.

## Odznaczenia
- Złota Gwiazda Bohatera Związku Radzieckiego (24 marca 1945)
- Order Lenina
- Order Czerwonego Sztandaru
- Order Aleksandra Newskiego
- Order Wojny Ojczyźnianej I klasy
- Order Czerwonej Gwiazdy (dwukrotnie)
- Order „Znak Honoru”

I medale.